# 细脉冬青
细脉冬青（学名：Ilex venosa）是冬青科冬青属的植物，是中国的特有植物。分布于中国大陆的云南等地，生长于海拔2,100米的地区，多生于山坡阳处，目前已由人工引种栽培。